# NAWI Graz
NAWI Graz ist eine strategische Kooperation der Universität Graz und der Technischen Universität Graz, um die Zusammenarbeit großer Teile der naturwissenschaftlichen Fakultäten beider Universitäten in Forschung und Lehre zu fördern. Die kooperierenden Fachbereiche sind:
- Molecular Bioscience, Biotechnology, Plant Science
- Chemistry and Chemical Technologies
- Earth, Space and Environmental Science (ESES)
- Fundamental and Applied Mathematics und
- Physics

Die Bezeichnungen für die Aktionsfelder der Kooperation lauten NAWI Graz teaching, NAWI Graz research und NAWI Graz organisation.

## Vorgeschichte
Die Zusammenarbeit ergab sich unter anderem aus der geographischen Nähe beider Hochschulen, aus Überschneidungen im Lehrangebot sowie aus schon bestehendem Kooperationen im Bereich der Forschung.
Bereits Ende der 1990er Jahre versuchten die chemischen Institute beider Universitäten, neben den erfolgreichen gemeinsamen Forschungsprojekten auch in der Lehre näher zusammenzuarbeiten. Im Bereich der Geowissenschaften gab es im Diplomstudium eine Kooperation hinsichtlich des Studienzweiges "Technische Geologie". 2004 bekannten sich die damaligen Rektoren Alfred Gutschelhofer und Hans Sünkel zur Durchführung des Großprojektes NAWI Graz.

## Erfolge
Im Wintersemester 2006/07 startete der gemeinsame Lehrbetrieb mit Bachelorstudien in Chemie, Molekularbiologie und Erdwissenschaften, sowie dem Masterstudium Erdwissenschaften. Zum Stand WS 2017 werden insgesamt 21 NAWI Graz Studien gemeinsam angeboten: 6 NAWI Graz Bachelorstudien und 15 NAWI Graz Masterstudien (davon acht vollständig in englischer Sprache). Das gemeinsame Studienangebot für rund 5.500 Studierende (Stand 2018) umfasst nun alle Fachstudien der fünf NAWI Graz Fachbereiche.
Zusätzlich wurde die "Graz Advanced School of Sciences" (GASS) in den Fachgebieten Biowissenschaften, Chemie, Geowissenschaften, Mathematik und Physik als NAWI Graz-Rahmen für die Ausbildung von rund 600 Dissertanten (Stand 2017) eingerichtet.
Die Aktivitäten von NAWI Graz research adressieren weiters die Förderung von gemeinsam angeschaffter/genutzter wissenschaftlicher Infrastruktur (Einzelgeräte, Central Labs, Core Facilities) und das gemeinsame Vorgehen bei der Besetzung von Professuren: Hier werden einerseits Berufungskommissionen mit Personen beider Universitäten beschickt, andererseits werden NAWI Graz Fulbright Professuren gemeinsam bestellt.

## Graz Center of Physics
Am Standort der ehemaligen vorklinischen Institute der Medizinischen Universität Graz wird ab 2030 das Graz Center of Physics stehen. Es wird die Physik-Institute von Universität Graz und TU Graz an einem gemeinsamen Standort vereinen. Die Bauarbeiten dazu haben im Herbst 2023 begonnen.